# El Descabezado (Stele)

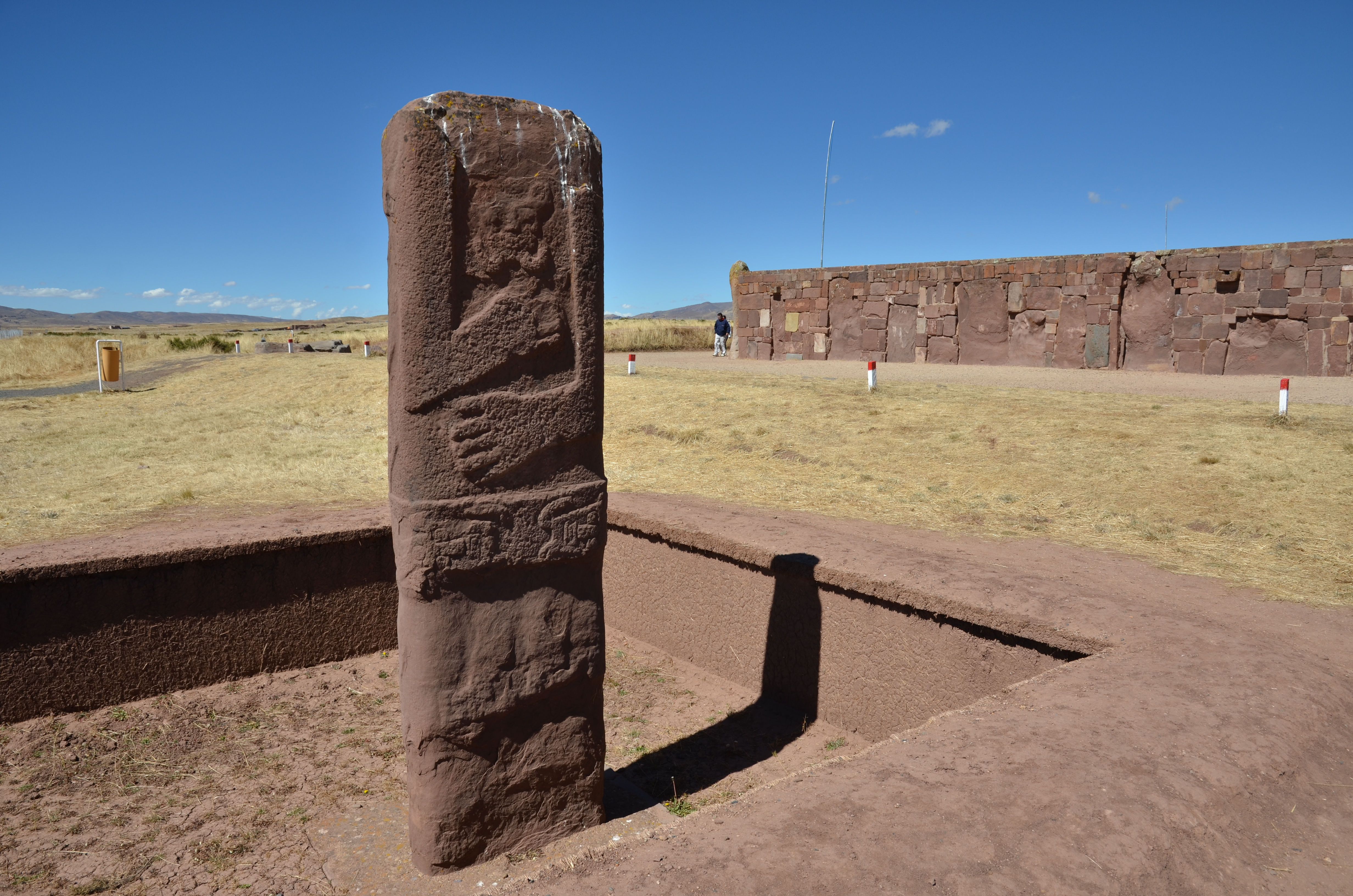
„El Descabezado“-Stele in Tiwanaku

El Descabezado (deutsch der Kopflose) ist eine Stele im Mocachi-Stil, die in der vorkolumbischen Ruinenstätte Tiwanaku nahe Putuni steht.

## Basisdaten
Die „El Descabezado“-Stele ist eine Stele aus Sandstein, die dem späten Formativum zuzuordnen ist. Die Stele weist insbesondere Ähnlichkeiten zu der Wila-Kala-Stele in Qhunqhu Wankani auf.